# Simone Kaya
Simone Kaya (* 11. Februar 1937 in Bouaflé, Elfenbeinküste; † 7. Juni 2007 in Ouagadougou, Burkina Faso) war eine Schriftstellerin der Elfenbeinküste.

## Leben
Kayas Vorfahren stammen aus dem Gebiet des heutigen Burkina Faso. Ihr Vater stammte aus Ouagadougou.
Kaya verbrachte ihre Kindheit mit drei Schwestern und vier Brüdern in ihrem Geburtsort Bouaflé. Von ihrem Vater wurde sie auf die Schule in Bocanda geschickt. Mit 13 Jahren setzte sie ihre Ausbildung in Frankreich fort. Nach Beendigung ihrer Ausbildung zur Krankenschwester zog sie nach Brazzaville und später nach Yaoundé.
Danach lebte sie in Abidjan, ebenfalls Elfenbeinküste, zusammen mit zwei ihrer vier erwachsenen Kinder. Neben ihrer Tätigkeit als Schriftstellerin war sie auch als Krankenschwester und Sozialarbeiterin im Krankenhaus tätig. Kaya gilt als Pionierin unter den Schriftstellerinnen der Elfenbeinküste.

## Werke
- Les Danseuses d’Impé-eya, jeunes filles ô Abidjan (deutsch Die Impé-eya Tänzer, Junge Mädchen in Abidjan). INADES, Abidjan 1976 (Autobiografie).
- Le Prix d’une vie (deutsch Der Preis eines Lebens). CEDA, Abidjan 1984, ISBN 2-86394-081-3 (Novelle).